# 강신자
강신자(姜信子, 일본어: は竹田 存子 다키다 아키코[*], 1961년~)는 대한민국의 작가이다.

## 저서
- 『매우 평범한 재일 한국인」(아사히 신문사, 1987년) 후 문고
- 「달팽이의 걷는 방법」(아사히 신문사, 1991년)
- 『나의 월경 레슨 한국편』(아사히 신문사, 1993년)
- 『한일음악노트 <월경>하는 여인의 노래를 쫓아』(이와나미 신서, 1998년)
- 「기향 노트」(작품사, 2000년)
- 『안주하지 않는 우리의 문화 동아시아 유랑』(아키후미샤, 2002년)

“추방의 고려인 “천연의 미”와 백년의 기억”(이시카제샤, 2002년)
- 「노레 노스탈기야 노래의 기억, 광야로의 여행」(이와나미 서점, 2003년)
- 「나미이! 야에야마의 할머니의 가 이야기」(이와나미 서점, 2006년)
- 『우타노 오쿠리모노』(아사히 신문사, 2007년)
- 『일리오모테』(이와나미 서점, 2009년)
- 『오늘, 나는 출발한다 한센병과 결합하는 여행·이향의 생』(해방 출판사, 2011년)
- 『시작 犀の角問わず語り』（사우다지・북스＋항의 사람, 2011년）
- 『여행하는 대화』(춘풍사, 2013년)
- 『살아 살아나는 빈 이야기』(항구의 사람, 2015년)
- 『시작 시작 시작』(하토리 서점, 2015년)
- 『소리 천년 앞에 닿을 정도로』(푸네우마사, 2015년)
- 『망견 일기』(푸네우마사, 2016년)
- 『안주, 안주, 사마요이 안수』(세리카 서방, 2016년)

### 번역
- 『 하루카 평온한 아침의 나라』(아오야마 출판사, 1995년)
- 『너희들의 천국』(미스즈 서방, 2010년)
- 『경성의 모던걸』(미스즈 서방, 2016년)